# DBm

dBu（電圧源）とdBm（600Ω抵抗によって熱として消費される電力）の関係を示す概略図

dBmまたはデシベルミリワット（dBmW）は、電力を1ミリワット(mW)を基準値とするデシベル(dB)の値で表した単位である。電波や光ファイバーなどで信号の強さを表すのに用いられる。dBmで表すことで、非常に大きな値から非常に小さな値までを、以下のように少ない桁数の数字で簡便に表すことができる。
- 1 nW = -60 dBm
- 1 µW = -30 dBm
- 1 mW = 0 dBm
- 1 W = 30 dBm
- 1 kW = 60 dBm

これに対し、1ワット(W)を基準値としたものがdBWであり、その値は、dBmで表した時よりも30小さくなる。

## 単位の換算
0 dBmの電力レベルは1 mWの電力に相当する。出力レベルの10 dB（dBmまたはdbW）の増加は、電力が10倍になったことを意味し、3 dBの増加は、電力が約2倍になったことを意味する。すなわち、3 dBmは約2 mWである。逆に、3 dBの減少は、電力が約半分になったことを意味する。すなわち、−3 dBmは約0.5 mWに相当する。
電力P（単位:mW）と電力レベルx（単位：dBm）の換算は、以下のようになる。
{\displaystyle {\begin{aligned}x&=10\log _{10}{\frac {P}{1\mathrm {mW} }}\end{aligned}}}
Pの単位をワットにすると、以下のようになる
{\displaystyle {\begin{aligned}x&=30+10\log _{10}{\frac {P}{1\mathrm {W} }}\end{aligned}}}
{\displaystyle {\begin{aligned}P&=1{\text{mW}}\cdot 10^{\frac {x}{10}}\\P&=1{\text{W}}\cdot 10^{\frac {x-30}{10}}\end{aligned}}}
| 電力レベル | 電力              | 備考 |
| ---------- | ----------------- | --- |
| 80 dBm     | 100 kW            | サービスエリアが50km程度のFMラジオ局の送信出力                                                                                      |
| 60 dBm     | 1 kW = 1,000 W    | 電子レンジの素子の放射出力 |
| 55 dBm     | ~300 W            | Kuバンド静止衛星の1チャンネルの送信出力                                                                                             |
| 50 dBm     | 100 W             | 人体から放出される熱放射の合計。31.5 THz（9.5 µm）にピークがある。 一般的なアマチュア無線の短波無線機の最大送信出力                 |
| 40 dBm     | 10 W              | 一般的な電力線搬送通信(PLC)の送信出力                                                                                               |
| 37 dBm     | 5 W               | 一般的なアマチュア無線のVHF/UHF携帯無線機の最大送信出力                                                                             |
| 36 dBm     | 4 W               | 多くの国における市民バンド無線局（27 MHz帯）の最大送信出力                                                                          |
| 33 dBm     | 2 W               | UMTS/3G携帯電話（出力クラス1）の最大送信出力 GSM850/900携帯電話の最大送信出力                                                       |
| 30 dBm     | 1 W = 1,000 mW    | DCS・GSMの1800/1900 MHz帯携帯電話                                                                                                   |
| 29 dBm     | 794 mW            | |
| 28 dBm     | 631 mW            | |
| 27 dBm     | 500 mW            | 一般的な携帯電話の送信出力 UMTS/3G携帯電話（出力クラス2）の最大送信出力                                                             |
| 26 dBm     | 400 mW            | |
| 25 dBm     | 316 mW            | |
| 24 dBm     | 251 mW            | UMTS/3G携帯電話（出力クラス3）の最大送信出力 1880–1900 MHz DECT（250 mW/チャンネル幅1728 kHz） IEEE 802.11jの実効等方輻射電力(EIRP) |
| 23 dBm     | 200 mW            | IEEE 802.11n・IEEE 802.11a・IEEE 802.11hの実効等方輻射電力(EIRP)                                                                    |
| 22 dBm     | 158 mW            | |
| 21 dBm     | 125 mW            | UMTS/3G携帯電話（出力クラス4）の最大送信出力                                                                                        |
| 20 dBm     | 100 mW            | IEEE 802.11b/gの実効等方輻射電力(EIRP) Bluetooth クラス 1（到達距離 100 m）                                                         |
| 19 dBm     | 79 mW             | |
| 18 dBm     | 63 mW             | |
| 17 dBm     | 50 mW             | |
| 15 dBm     | 32 mW             | 一般的なノートPCの無線LANの送信出力                                                                                                 |
| 10 dBm     | 10 mW             | |
| 7 dBm      | 5.0 mW            | AM受信機の自動利得制御(AGC)回路をテストするのに必要な電力レベル                                                                     |
| 6 dBm      | 4.0 mW            | |
| 5 dBm      | 3.2 mW            | |
| 4 dBm      | 2.5 mW            | Bluetooth クラス 2（到達距離 10 m）                                                                                                 |
| 3 dBm      | 2.0 mW            | |
| 2 dBm      | 1.6 mW            | |
| 1 dBm      | 1.3 mW            | |
| 0 dBm      | 1.0 mW = 1,000 µW | Bluetooth クラス 3（到達距離 1 m）                                                                                                  |
| −1 dBm     | 794 µW            | |
| −3 dBm     | 501 µW            | |
| −5 dBm     | 316 µW            | |
| −10 dBm    | 100 µW            | |
| −20 dBm    | 10 µW             | |
| −30 dBm    | 1.0 µW = 1,000 nW | |
| −40 dBm    | 100 nW            | |
| −50 dBm    | 10 nW             | |
| −60 dBm    | 1.0 nW = 1,000 pW | 地球は視等級+3.5の恒星から1平方メートルあたり1ナノワットを受け取る。                                                                |
| −70 dBm    | 100 pW            | |
| −73 dBm    | 50.12 pW          | 一般的な短波無線機のSメーターにおける"S9"の信号の強さ                                                                               |
| −80 dBm    | 10 pW             | |
| −100 dBm   | 0.1 pW            | |
| −111 dBm   | 0.008 pW = 8 fW   | 商用GPSの単一チャネル単一帯域(2 MHz)の熱雑音                                                                                        |
| −127.5 dBm | 0.178 fW = 178 aW | GPS衛星の単一チャネルの受信電力 |
| −174 dBm   | 0.004 aW = 4 zW   | 室温（20 °C）における1 Hz帯域の熱雑音                                                                                               |
| −192.5 dBm | 0.056 zW = 56 yW  | 宇宙空間（4ケルビン）における1 Hz帯域の熱雑音                                                                                       |
| −∞ dBm     | 0 W               | 出力ゼロは、dBmで表現しようとすると負の無限大となる。                                                                               |

信号密度（単位面積あたりの電力）は、受信電力に波長の自乗を掛け、 4π で割ることで求められる（自由空間伝搬損失を参照）。
特定の分野では回路が一定のインピーダンスで整合されていることがある。高周波回路では 50 Ω, 75 Ωなどで整合されている。また古典的な業務用音響機器では 600 Ωで整合されていた。この場合、電圧を計測すれば電力がわかる。 50 Ωでは約 0.224 V, 75 Ωでは約 0.274 V, 600 Ωでは約 0.775 V が 0 dBm (= 1 mW) に相当する。ただし 0 dBm はあくまで電力のことなので、インピーダンスが変わればこの関係は崩れる。業務用音響機器は後に 600 Ωで整合されなくなったため、上記の約 0.775 V のことを 0 dBu と呼ぶようになった。
dBmは国際単位系(SI)の一部ではないため、国際単位系に準拠した文書や体系での使用は推奨されない。対応するSI単位はワットである。ただし、2つの数字の単なる比であるデシベル（dB）ならば、使用可能である。
dBm単位での表現は、通常、光学的な出力や電力の測定に使用され、他の種類の仕事率（熱など）では使用されない。仕事率の比較には、電気的・光学的な仕事率以外の例が含まれている。
dBmが業界標準として最初に提案されたのは、"A New Standard Volume Indicator and Reference Level"（新しい標準音量指数と参照レベル）という論文である。